# Картофельный бунт (Яунбебри)

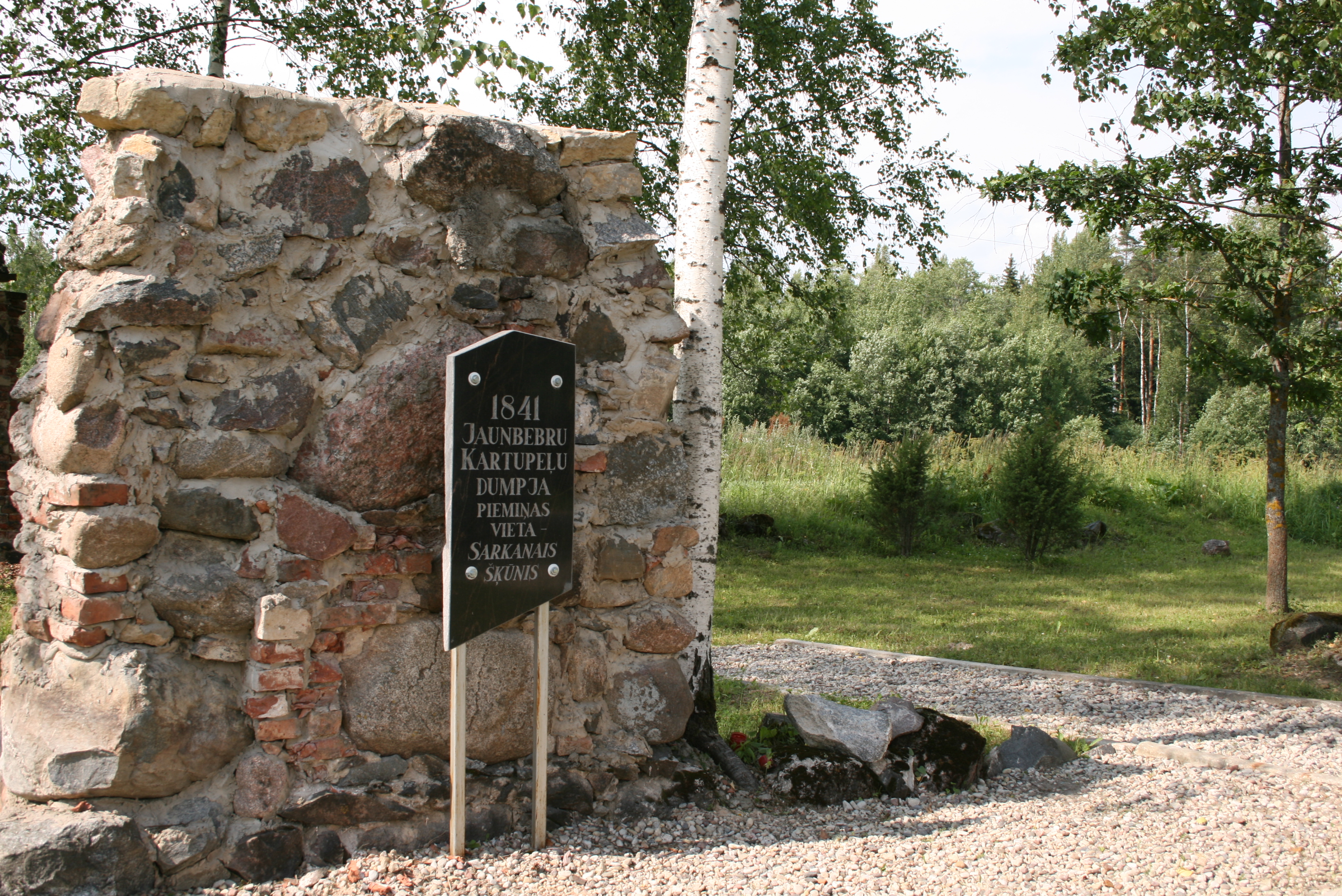
Мемориал в память о восстании

Картофельный бунт в Яунбебри — крестьянские волнения в начале сентября 1841 года в связи с неудовлетворённостью прибалтийских крестьян своим положением. Картофельный бунт был наиболее ярким проявлением крестьянских антипомещичьих брожений, коснувшихся в начале 1840-х всех трёх Прибалтийских губерний.

## Предпосылки к волнениям
Несмотря на формально состоявшуюся отмену крепостного права во всех Прибалтийских губерниях в 1817—1819 годах, положение многих крестьян до второй половины XIX века оставляло желать лучшего. Во многом на рост недовольства крестьян оказывали влияние тяжёлые условия барщинной аренды, которые безальтернативно диктовали крестьянам-батракам остзейские помещики. Также на настроение крестьян влияли частые неурожаи и болезни скота, которые очень часто наносили существенный ущерб крестьянским хозяйствам (в конце 1830-х годов в Видземе в результате сильнейшей эпидемии погибло более трети домашнего скота). При этом в период крепостничества помещики пытались оказать помощь принадлежавшим им крестьянам в случае катаклизмов, преследуя в первую очередь свою коммерческую выгоду. После отмены крепостного права помещики отказались от практики поддержки обособившихся крестьянских хозяйств, поскольку из бескорыстной помощи они не могли более извлечь выгоды. К тому же вместо того, чтобы отдать излишки зерна крестьянам, чаще всего богатые домовладельцы предпочитали использовать их в производстве спирта или отправляли на продажу в крупные губернские города, что также влияло на настроения формально независимого крестьянства. Поэтому к началу 1840-х годов по всем Лифляндской и Курляндской губерниям участились случаи вооружённых нападений на амбары зажиточных помещиков. В случае, если крестьянин осмеливался обращаться за помощью в губернские учреждения, чаще всего его отправляли помещику на суд, который применял по отношению к батраку-жалобщику никем не отменённое право домашнего наказания, которое могло быть очень жестоким.
Также следует отметить, что именно в этот период наблюдался интенсивный переход латышских крестьян в православную веру, посредством которой многие безземельные батраки намеревались заручиться поддержкой губернских органов власти.
В середине 1841 года среди крестьян Лифляндии стали активно распространяться слухи, что у каждого крестьянина и батрака будет возможность безвозмездно получить земельный надел в осваиваемых южных областях Российской империи. В большом количестве безземельные крестьяне-батраки отправились в Ригу с целью получить разрешение на переселение от губернской администрации. В начале лета 1841 года около трёх тысяч крестьян появились на улицах Риги в надежде получить заступничество лифляндского генерал-губернатора Матвея Палена, который, однако, не оправдал надежд прибывших крестьян, приказав вооружённым ротам арестовывать просителей и отправлять назад к помещикам, где их могло ожидать очень жестокое телесное наказание. Тем не менее всю середину 1841 года крестьяне продолжали по отдельности или группами прибывать в губернский центр с целью добиться права на переселение, а лифляндским чиновникам необходимо было изыскивать пути решения неожиданной проблемы. Пален издал указ об отправлении крестьян, появлявшихся в Рижском замке (резиденции генерал-губернатора) с жалобами о притеснениях и с изысканием права на заселение новых земель, обратно к помещикам, законодательно приравняв такое действие со стороны крестьян к акту неподчинения императору. Тогда же в Видземе с ведома Матвея Палена была отправлена вооружённая экспедиция по установлению порядка.
8 сентября 1841 года один из экспедиционных отрядов прибыл на неспокойное имение Яунбебри с целью арестовать одного из наиболее популярных в народе зачинщиков беспорядков — батрака Вилюма Прейса. Однако солдаты не ожидали настолько активного и хорошо организованного сопротивления и были поражены количеством крестьян, которых было много в имении, так как начинался сезон уборки картофеля и помещику требовались рабочие руки (отсюда и название этих крестьянских волнений). Батраки, снаряжённые на уборку картофеля, весь день оказывали сопротивление прибывшим военным силам, в ходе ожесточённого столкновения был ранен даже судебный исполнитель, прибывший вместе с экспедиционным отрядом в имение Яунбебри. Однако для полного усмирения восставших во главе с Вилюмом Прейсом потребовалось призвать дополнительные силы, в результате чего беспорядки были подавлены усилиями семи рот и отряда казаков, вооружённых пушками.
В итоге после подавления «картофельных» волнений в общей сложности 108 крестьян по приговору, вынесенному местными судебными инстанциями, были подвергнуты телесным наказаниям. Их суровость впечатляет — всего, согласно сведениям, задокументированным в отчёте судебного надзора за исполнением наказаний, всем крестьянам было нанесено более 1000 ударов батогами. Часть крестьян погибла в ходе экзекуции, многие получили тяжёлые ранения. Наиболее ярые бунтовщики и вдохновители волнений были отправлены на каторгу или на вечные поселения в Сибирь. Остзейская помещичья верхушка, пользуясь своим колоссальным влиянием, в отместку за крестьянские беспорядки в Видземе, имевшие место осенью 1841 года, пролоббировала смещение со своего поста православного епископа Рижского и Митавского Иринарха, фактически выдвинув против него надуманные обвинения в идеологической подготовке антигосударственного восстания. В итоге Иринарх был переведён на другое место службы, а помещики пока торжествовали моральную победу.

## Изменения
Тем не менее царское правительство и представлявшая его на месте губернская администрация осознало необходимость некоторых перемен, приступив к рассмотрению по существу бедственного правового положения латышских и эстонских крестьян. Император Николай I потребовал детального расследования причин крестьянских беспорядков в Яунбебри и во всей Видземе. В 1842 году по горячим следам были изданы дополнения к существующему закону о прибалтийских крестьянах. Тогда правительство несмотря на дипломатическое сопротивление прибалтийско-немецких землевладельцев пришло к выводу о том, что необходимо отказаться от практики заключения «свободных» договоров с батраками и остановиться на принципе определения размеров барщины в соответствии с количеством и качеством арендуемой земли. Продолжительность барщинного труда равнялась 12 часам. В 1845 году было издано новое положение о сроках действия письменно заключённого арендного договора между крестьянами и остзейскими помещиками (не дольше шести лет). Стоит отметить, что прибалтийские немцы сочли возможным игнорировать пункт о продолжительности барщинного труда и пункт о сроках договора об аренде возделываемого участка, что спровоцировало новые народные волнения, а также массовый переход латышских крестьян в православную веру.
За два года в середине 1840-х годов более 20 000 латышских крестьян перешло в православие в качестве протестного действия, намереваясь посредством смены вероисповедания освободиться от диктата со стороны прибалтийско-немецких помещиков и лютеранских священников. Тем не менее лобби остзейских немцев в российском правительстве в те времена было очень сильно, поэтому вскоре были озвучены количественные ограничения на переход латышей и эстонцев в православную веру. В целях существенного улучшения положения прибалтийского наёмного крестьянства потребовалась смена мировоззрения самого остзейского дворянства: более прогрессивный документ под названием «Новый закон о крестьянах» был разработан к 1849 году помещиком Гамилькаром Фёлькерзамом, заинтересованным в установлении более плодотворной системы капиталистических отношений в Российской Прибалтике.